# Tolata (gemeente)
Tolata is een gemeente (municipio) in de Boliviaanse provincie Germán Jordán in het departement Cochabamba. De gemeente telt naar schatting 6.038 inwoners (2018). De hoofdplaats is Tolata.